# Tobias Fink
Tobias Fink (* 11. Dezember 1983 in Hirschau) ist ein ehemaliger deutscher Fußballspieler.

## Karriere
Fink spielte in seiner Jugend beim 1. FC Schlicht in seiner oberpfälzischen Heimatgemeinde Vilseck. Über die Stationen 1. FC Schwandorf und SG Post/Süd Regensburg kam er zum SSV Jahn Regensburg, bei dem er sich über die Reservemannschaft für den Regionalligakader empfahl. Seine größten sportlichen Erfolge sind die Aufstiege in die 2. Fußball-Bundesliga mit dem FC Ingolstadt 2007/08 und 2009/10. Am Ende wurde er in Ingolstadt ohne Begründung ausgebootet. Von 2013 bis 2016 spielte er beim SC Fortuna Köln, wo er seine Profikarriere beendete. 2017 (statt 2018, wie der Kicker notiert) bis 2019 schnürte er dann noch einmal die Fußballschuhe für ein einjähriges Mitwirken beim FV Vilseck.
Sein älterer Bruder Oliver Fink ist Profi-Fußballer bei Fortuna Düsseldorf.

## Trivia
Fink wird als etwas anderer Profi beschrieben. "Seine Zeit neben dem Fußball verbrachte er lieber mit Angeln, "Schafkopfen" oder dem Vorbereiten weiterer Späße, denen Betreuer oder Mitspieler zum Opfer fielen – nie bösartig, [...] sondern immer im Sinne der mannschaftlichen Geschlossenheit. Gegebenenfalls eben auch im Kostüm, wie man es sich erzählt."
Nach seinem Karriereende ist er in "bayerische Gefilde" zurückgekehrt. Beruflich ist er "Diplombraumeister".
2019 heiratete Fink in Vilseck seine langjährige Freundin Susanne Feicht; das Paar lebt in München.